# Brian Fortune
Brian Fortune (* im 20. Jahrhundert in Dublin) ist ein irischer Schauspieler.

## Werdegang
Brian Fortune wurde in den 1960er Jahren in der irischen Hauptstadt Dublin geboren. Er verbrachte seine Kindheit vor allem in London, kehrte dann aber im Alter von 17 Jahren in seine alte Heimat zurück.
Er ist seit 2005 als Schauspieler aktiv und tritt vor allem in kleinen Nebenrollen in britischen Film- und Fernsehproduktionen auf. International bekannt ist er durch die Rolle des Othell Yarwick, dem Ersten Baumeister der Nachtwache, in der Fernsehserie Game of Thrones, den er von 2011 bis 2016 spielte. Mit der restlichen Besetzung der Serie wurde er 2016 für den Screen Actors Guild Award in der Kategorie Bestes Schauspielensemble in einer Dramaserie nominiert. Zu seinen Filmauftritten gehören u. a. Savage, The Inside und Wrath of the Crows. Weitere Auftritte im Fernsehen hatte er in Cuckoo und Vikings.
Fortune ist verheiratet und hat zwei Kinder.

## Filmografie (Auswahl)
- 2005: Hill 16
- 2008: Christian Blake
- 2009: Savage
- 2010: Shackled
- 2011: Opus K
- 2011: Tree Keeper
- 2011–2016: Game of Thrones (Fernsehserie, 14 Episoden)
- 2012: Cuckoo (Fernsehserie, 3 Episoden)
- 2012: The Inside
- 2013: Wrath of the Crows
- 2013: An Irish Exorcism
- 2014: A Nightingale Falling
- 2015: Vikings (Fernsehserie, Episode 3x07)
- 2015: A Day Like Today
- 2016: Ein verborgenes Leben – The Secret Scripture (The Secret Scripture)
- 2017: Red Room
- 2019: The Professor and the Madman